# ユーニス・ジェプコリル
ユーニス・ジェプコリル（Eunice Jepkorir、1982年2月17日 - ）は、ケニアの陸上競技選手。3000m障害を得意とする女子中長距離選手である。2008年北京オリンピックの銀メダリスト。リフトバレー州コイバテク県エルダマ・ラヴィン出身。

## 経歴
ジェプコリルは、高校生だった15歳で陸上をはじめた。2003年にはドイツでロードレースに出場していたこともある。
ジェプコリルは、2004年の世界クロスカントリー選手権に出場。シニア個人ロングで7位。そして団体でケニアの銀メダルに貢献する。また、2006年には、世界ロードランニング選手権にも出場し、女子個人で14位となったが、ケニアの団体優勝に貢献している。
ジェプコリルは、2007年6月15日に、オスロで行われたビスレー・ゲームズの女子3000m障害で9分19秒44のケニア新記録を樹立すると、2週間後の7月2日には、アテネの試合では9分14秒52と、これまでのウガンダのドカス・インジクルが持っていたアフリカ新記録およびコモンウェルス新記録を樹立した。そして、8月の大阪で開催された世界選手権では9分20秒09で銅メダルを獲得した。
ジェプコリルは、2008年6月14日にスペインのウエルバで行われた試合で、9分11秒18と、アフリカ記録を再び更新。そして8月、3000m障害が初めて正式種目となった北京オリンピックでは、さらに記録を更新する9分07秒41のタイムで、ロシアのグルナラ・ガルキナ＝サミトワに次いで銀メダルを獲得した。

## 自己ベスト
- 3000m障害 - 9分07秒41 (2008年)
- 5000m - 15分09秒05 (2004年)
- 10000m - 32分58秒0 (2003年)

## 主な実績
| 年   | 大会                               | 場所                       | 種目         | 結果 | 記録          |
| ---- | ---------------------------------- | -------------------------- | ------------ | ---- | ------------- |
| 2004 | 世界クロスカントリー選手権         | ブリュッセル(ベルギー)     | シニアロング | 7位  | 27分59秒      |
| 2006 | 世界ロードランニング選手権         | デブレツェン(ハンガリー)   | 20 km        | 14位 | 1時間06分47秒 |
| 2007 | 世界陸上選手権                     | 大阪(日本)                 | 3000m障害    | 3位  | 9分20秒09     |
| 2007 | IAAFワールドアスレチックファイナル | シュトゥットガルト(ドイツ) | 3000m障害    | 1位  | 9分35秒03     |
| 2008 | オリンピック                       | 北京(中国)                 | 3000m障害    | 2位  | 9分07秒41     |
| 2008 | IAAFワールドアスレチックファイナル | シュトゥットガルト(ドイツ) | 3000m障害    | 2位  | 9分24秒03     |